# Kakushigoto
Kakushigoto (japanisch かくしごと) ist eine Mangaserie von Kōji Kumeta, die von 2015 bis 2020 in Japan erschien. Sie ist in die Genres Comedy und Drama einzuordnen und wurde 2020 als Anime-Fernsehserie umgesetzt. International wurde der Anime auch als Kakushigoto: My Dad's Secret Ambition herausgebracht. Die Geschichte handelt von einem alleinerziehenden Vater, der vor seiner Tochter seinen Beruf als Mangazeichner verheimlicht.

## Inhalt
Als alleinerziehender Vater bemüht sich Kakushi Gotō (後藤 可久士), dass seine Tochter Hime (姫) eine glückliche Kindheit hat. Der von ihm um alles geliebten Tochter versucht er, jeden Wunsch zu erfüllen und die fehlende Mutter zu ersetzen. Vor allem aber verheimlicht er ihr, dass er Mangaka ist, der erotische Komödien zeichnet. Seiner Tochter spielt er vor, jeden Morgen im Anzug ins Büro zu gehen, ehe er unterwegs in legere Kleidung wechselt, ohne die er nicht arbeiten kann. Zusammen mit seinen vier Assistenten und seinem Redakteur Satsuki Tomaruin (十丸院 五月) verlebt Gotō den anstrengenden, aber oft auch unterhaltsamen Alltag eines Mangakas, der für ein großes Magazin arbeitet. Dabei muss er immer neue Gefahren für sein Geheimnis abwehren und versucht Beruf und Privatleben strikt zu trennen.

## Veröffentlichung
Der Manga erschien von Dezember 2015 bis Juli 2020 im Magazin Gekkan Shōnen Magazine. Dessen Verlag Kōdansha brachte die Kapitel auch gesammelt in bisher 12 Sammelbänden heraus. Der zweite dieser Bände verkaufte sich in der ersten Woche über 20.000 Mal und erreichte damit Platz 47 in den Manga-Verkaufscharts. Der amerikanische Ableger von Kodansha brachte eine englische Übersetzung heraus.

## Animeserie
2020 entstand beim Studio Ajiado eine Adaption des Mangas als Animeserie für das japanische Fernsehen mit 12 Folgen. Das Drehbuch von Takashi Aoshima wurde unter der Regie von Yūta Murano umgesetzt. Das Charakterdesign entwarf Shūhei Yamamoto und die künstlerische Leitung lag bei Kohei Honda.
Die Serie wurde vom 2. April bis 18. Juni 2020 von den Sendern BS-NTV, AT-X, Tokyo MX und Sun Television in Japan gezeigt. Auf der Plattform Wakanim wurde der Anime international mit Untertiteln in vielen Sprachen veröffentlicht, darunter Deutsch und Englisch. Funimation Entertainment lizenzierte die Serie für das Streaming Nordamerika und Brasilien, AnimeLab für Australien und Neuseeland. 

### Synchronisation
| Rolle            | japanischer Sprecher (Seiyū) |
| ---------------- | ---------------------------- |
| Kakushi Gotō     | Hiroshi Kamiya               |
| Hime Gotō        | Rie Takahashi                |
| Aogu Shiji       | Taku Yashiro                 |
| Rasuna Sumita    | Kiyono Yasuno                |
| Ami Kakei        | Ayane Sakura                 |
| Kakeru Keshi     | Ayumu Murase                 |
| Satsuki Tomaruin | Natsuki Hanae                |
| Nadira           | Emiri Katō                   |

### Musik
Die Musik der Serie wurde komponiert von Yukari Hashimoto. Das Vorspannlied ist Chiisana Hibi (ちいさな日々) von flumpool und der Abspann der Serie wurde unterlegt mit dem Lied Kimi wa Tennenshoku (君は天然色) von Eiichi Ōtaki.